# Estúdio Gigante de Pedra
Gigante de Pedra é um estúdio de gravação musical pertencente a cantora e compositora Elba Ramalho. O estúdio fica localizado no bairro de Joá, no Rio de Janeiro, atualmente sob a administração de Luã Mattar.

## Produções
- 2014: Modo de Voo, Gui Lopez[2]
- 2015: Do Meu Olhar pra Fora, Elba Ramalho